# Кондратьева, Юлия
Юлия Кондра́тьева (25 мая 1973) — российская биатлонистка, участница чемпионата и Кубка мира, призёр чемпионатов Европы и России. Мастер спорта России международного класса.

## Биография
Занималась биатлоном в петербургском Училище олимпийского резерва № 2. Представляла город Санкт-Петербург и спортивный клуб Вооружённых Сил. Тренер — Александр Владимирович Касперович.
Дебютировала на Кубке мира в сезоне 1995/96 на этапе в Брезно, заняв 40-е место в индивидуальной гонке. В сезоне 1996/97 набрала первые очки в зачёт Кубка мира, заняв 23-е место в гонке преследования на этапе в Оберхофе. Лучший результат в личных видах на уровне Кубка мира показала в сезоне 1998/99 в спринте в Лейк-Плэсиде, заняв 14-е место.
В 1996 году участвовала в чемпионате мира в Рупольдинге, стартовала только в индивидуальной гонке и заняла 60-е место среди 72 участниц.
Принимала участие в чемпионатах Европы. В 1998 году в Минске стала серебряным призёром в эстафете в составе сборной России вместе с Ириной Дьячковой-Мальгиной и Светланой Черноусовой. В 2000 году в Закопане финишировала 26-й в индивидуальной гонке и пятой — в эстафете.
На уровне чемпионата России неоднократно становилась призёром, в том числе серебряным в масс-старте в 2001 году, бронзовым — в 2003 году в гонке патрулей и командной гонке в составе сборной Санкт-Петербурга. Одерживала победы на этапах Кубка России.
Завершила спортивную карьеру в середине 2000-х годов.

#### Статистика выступлений в Кубке мира
- 1995/96 — очков не набирала
- 1996/97 — 70-е место (3 очка)
- 1997/98 — не выступала
- 1998/99 — 44-е место (37 очков)